# Science-Fiction-Jahr 1958
Übersicht

◄◄ | ◄ | 1954 | 1955 | 1956 | 1957 | Science-Fiction-Jahr 1958 | 1959 | 1960 | 1961 | 1962 | ► | ►►

Weitere Ereignisse